# Henry Campbell-Bannerman
Sir Henry Campbell-Bannerman (Glasgow, 7 de septiembre de 1836-Londres, 22 de abril de 1908) fue un estadista británico liberal que ocupó el cargo de primer ministro desde el 5 de diciembre de 1905 hasta el 3 de abril de 1908 en que renunció por razones de salud. También sirvió dos veces como Ministro de Guerra, en los gabinetes de Gladstone y Archibald Primrose. Previamente ningún Primer Lord del Tesoro había sido llamado «Primer Ministro»; este término comenzó a ser utilizado en forma oficial después de su paso por el gobierno.
Conocido coloquialmente como «CB», era un firme defensor del libre cambio, la autonomía irlandesa y la mejora de las condiciones sociales. Se le ha referido como el primer y único primer ministro radical; tras la derrota electoral de 1900, consiguió el liderazgo del Partido Liberal, llevándolo a una victoria arrolladora en las elecciones de 1906, en donde los liberales obtendrían su última victoria por mayoría absoluta de escaños en la Cámara de los Comunes; durante su gobierno se introdujo legislación por la cual los sindicatos no se harían responsables de los daños producidos durante las huelgas, además de introducir comidas en los colegios para todos los niños, creó la primera pensión otorgada por el Estado a todos los mayores de 70 años y otorgó poder a las autoridades locales para adquirir tierras dedicadas a la agricultura de propietarios privados. Terminó renunciando por problemas de salud, y fue sustituido por su canciller, H. H. Asquith, solo diecinueve días antes de su muerte.

## Primeros años y familia
Campbell-Bannerman nació en la mansión Kelvinside en Glasgow, Escocia el 1836, como Henry Campbell, el segundo hijo y el más joven de los seis hijos habidos de sir James Campbell Of Stracathro (1790-1876) y su esposa Janet Bannerman (1799-1873); sir James Campbell comenzó a trabajar a temprana edad en el comercio de ropa en Glasgow, antes de asociarse con su hermano en 1817 y fundar J.& W. Campbell & Co., un almacén de negocios de venta al por mayor y al por menos de mercería; en 1831 sir James llegaría a ser elegido miembro del Ayuntamiento de Glasgow, siendo candidato conservador por la circunscripción de Glasgow en 1837 y 1841, antes de ser nombrado para servir como Lord Provost de Glasgow de 1840 a 1843.
James, el hermano mayor de Henry, sirvió por los conservadores como miembro del parlamento por la Universidades de Glasgow y Aberdeen desde 1880 a 1906: estaba en contra de la mayoría de las políticas de su joven hermano, eligiendo retirarse en la misma elección que llevaría a Campbell-Bannerman al poder. El apellido Bannerman fue añadido el 1871 según pedido hecho en el testamento de uno de sus tíos por parte de madre. Fue una de las condiciones para que él recibise su parte de la herencia de una propiedad de tío, Hunton Court, en la ciudad de Kent.
Se educó en la Escuela Superior de Glasgow (1845-1847), la Universidad de Glasgow (1851) y en el Trinity College de la Universidad de Cambridge (1854-1858); tras graduarse se unió al negocio familiar, situado en Ingram Street: en 1860 se convirtió en socio. Se casó con Sarah Charlotte Bruce: el matrimonio no tuvo hijos.
Campbell-Bannerman hablaba francés, alemán e italiano con fluidez, y cada verano él y su esposa pasaban dos meses en el continente europeo, generalmente en Francia y en el spa Marienbad en Bohemia.

## Miembro del Parlamento
En abril de 1868, a la edad de veintiún años, Campbell-Bannerman se posicionó como candidato liberal por la circunscripción de Stirling Burghs, perdiendo por un estrecho margen ante su compañero liberal John Ramsay. Sin embargo, en las elecciones generales de noviembre de aquel mismo año lo derrotaría, siendo elegido para la Cámara de los Comunes por dicho circunscripción (Stirling Burghs), la cual representaría durante casi cuarenta años.
Rápidamente ascendió a través de cargos ministeriales, siendo designado como Secretario de Finanzas de la Oficina de Guerra durante el primer gobierno de Gladstone en noviembre de 1871, sirviendo en dicho puesto hasta 1874. Fue nuevamente designado para dicho puesto, de 1880 a 1882, en el segundo mandato de Gladstone, y tras servir como Secretario de Finanzas del Almirantazgo entre 1882 y 1884, Campbell-Bannerman sería promovido a Secretario Jefe para Irlanda en 1884.
Durante el tercer y cuarto ministerio de Gladstone, igual que en el gobierno de Rosebery de 1894 a 1895, sirvió como Secretario de Estado de Guerra; durante su tiempo en dicho puesto convenció al Duque de Cambridge, sobrino de la reina, para que dimitiese como Comandante en Jefe de las Fuerzas Armadas: esto le hizo ganarse el título de Sir.

## Líder del Partido Liberal
El 6 de febrero de 1899 Campbell-Bannerman sucedería a Sir William Vernon Harcourt como líder de los liberales en la cámara baja, y líder de la oposición. La Guerra Bóer de 1899 dividió a los liberales entre imperialistas y partidarios de los bóeres, dejando a Campbell-Bannerman con la difícil tarea de sostener un partido dividido, el cual fue posteriormente y sin que sorprendiese a nadie derrotado en las «elecciones caqui» de 1900; no obstante, el liberal fue capaz más adelante de unirse en torno a la posición al Acta de Educación de 1902 y la Convención del Azúcar de Bruselas del mismo año, en donde Reino Unido y otras nueve naciones trataron de estabilizar los precios globales del azúcar creando para ello una comisión que investigase los subsidios a las exportaciones y decidiese sobre las sanciones: el gobierno conservador de Arthur Balfour amenazó con cuotas compensatorias y subsidios para el azúcar que proviniese de los productores de las Indias Orientales como instrumento de negociación (la intención de la Convención era la de llevar a la retirada paulatina de las cuotas compensatorias, y entonces los británicos tendrían que prohibir la importación de azúcar subsidiado).
Sin embargo, fue la propuesta de reforma de las tarifas de Joseph Chamberlain en mayo de 1903 la que le proporcionó a los liberales un tema de gran resonancia nacional en donde realizar campaña: las propuestas de Chamberlain dominaron la políticas durante los siguientes años hasta las elecciones generales de 1906. (Campbell-Bannerman, al igual que otros liberales, tenía una fe inquebrantable en el libre cambio).
En 1903, el jefe de partido Whip Herbert Gladstone negociaría un pacto con el Ramsay MacDonald, del Comité de Representación Laborista, para retirar candidatos liberales para ayudar a los candidatos del Cómite en ciertos distritos; a cambio, los laboristas renunciarían en otros distritos para ayudar a los candidatos liberales. Este intento de minar y flanquear a los conservadores, que resultará ser todo un éxito, sería conocido como el «Pacto Gladstone-MacDonald»; Campbell-Bannerman simpatizaría con los líderes laboristas, diciendo en 1903 «estamos con mucho interés en simpatía con los representantes de los laboristas. Tenemos a unos pocos de ellos en la Cámara de los Comunes». A pesar de este comentario y de sus simpatías en muchos elementos del movimiento laborista, no era socialista: un biógrafo escribió que «estaba profunda y sinceramente preocupado sobre la situación apremiante de los pobres y por ello aceptó adoptar la retórica del progresismo, pero él mismo no era progresista».

## Primer ministro
Los liberales se encontraron de repente de nuevo en el poder cuando en diciembre de 1905 Balfour renunció como primer ministro, incitando al rey Eduardo VII a invitar a Campbell-Bannerman a formar un gobierno en minoría, siendo el primer ministro liberal del siglo XX: Balfour esperaba con ello que Campbell-Bannerman no sería capaz de formar un gabinete fuerte, lo que llevaría a unas elecciones generales que podría ganar. Campbell-Bannerman también se enfrentó a problemas dentro de su propio partido, a través de los llamados «Relugas Compact» entre H. H. Asquith, sir Edward Grey y Richard Haldane, que planearon obligarle a ir a la Cámara de los Lores, debilitándolo como primer ministro y permitiendo de hecho a Asquith a gobernar como Líder de la Cámara de los Comunes; se despidió de estas cuestiones disolviendo el parlamento y convocando elecciones, mientras ofrecía los cargos de Canciller del Exchequer, Secretario de Asuntos Exteriores y Secretario de Estado de Guerra para Asquith, Grey y Haldane respectivamente, los cuales fueron aceptados.
Ayudados por el pacto que había negociado con los laboristas, las disensiones en los conservadores sobre el libre cambio y la positiva campaña electoral que realizaron, los liberales terminarían ganando abrumadoramente, obteniendo 216 escaños: los conservadores vieron reducidos sus escaños a menos de la mitad, perdiendo Arthur Balfour su asiento por la circunscripción de Maschester East; Campbell-Bannerman sería de esta forma el último liberal en liderar una mayoría de su partido en la Cámara de los Comunes: con su nueva mayoría regresaría triunfalmente a Downing Street reforzado como primer ministro, y habiendo derrotado a los conspiradores Relugas en el principio de su contundente victoria sería más tarde considerada como «una de los más deliciosas comedias en la historia política británica».
En cuanto que en el pasado nunca se había utilizado de manera formal, Campbell-Bannerman fue el Primer Lord del Tesoro en utilizar oficialmente el título de «Primer Ministro», una denominación que continúa hasta el día de hoy. En 1907, en virtud de su calidad de parlamentario de mayor antigüedad, alcanzó el honor de convertirse en Padre de la Cámara, siendo por ello el único primer ministro en conseguirlo hasta ahora.

### Reformas domésticas
Aunque las elecciones generales de 1906 no habían contemplado a ninguno de los dos grandes partidos tener a la pobreza como un tema importante, las reformas sociales y liberales introducidas por el gobierno de Campbell-Bannerman y posteriores fueron de un largo alcance increíble: como primer ministro, cambió de la posición liberal del laissez-faire a uno más colectivista, como sucedería durante su liderazgo del partido, los liberales representarían el liberalismo progresista oposición al liberalismo tradicional representado por Gladstone, en franca decadencia: para ello introducirían comedores gratuitos en los colegios, pensiones públicas, leyes más indulgentes con los sindicatos, medidas sobre desempleo, seguros de enfermedad y un sistema médico gratuito, si bien es cierto que solo lo era para asalariados.
Como primer ministro, Campbell-Bannerman promulgaría en 1907 la Ley de Libertad Condicional, que establecería supervisión por parte de la comunidad para jóvenes delincuentes como una alternativa a la prisión, así como la Carta de los Niños, la cual estaba basada en las modernas leyes de bienestar juvenil, e incluía una cláusula por la que impondrían castigos a los que desatendiesen a los niños; también declaró ilegal que los niños pudiesen comprar alcohol, tabaco o fuegos artificiales, y fueron establecidas inspecciones médicas a lo largo de la nación. En esencia, como primer ministro, Campbell-Bannerman estableció las bases para el desarrollo de las «grandes reformas liberales» de principios del siglo XX, y que representarían el surgimiento del estado del bienestar en el Reino Unido (la importancia y legado de dichas reformas ha sido reconocida por muchos historiadores, de ahí la consideración de Campbell-Bannerman como «el primer y único Primer Ministro radical británico»).

### Política internacional
El mandato de Campbell-Bannerman vio formar la Entente con la Rusia Zarista en 1907, conseguido principalmente por el ministro de Asuntos Exteriores, sir Edward Grey; en enero de 1906 Grey autorizó conversaciones entre los estados mayores de los ejércitos británico y francés pero sin ningún tipo de compromiso vinculante: dichas conversaciones contemplaban el envío de cien mil soldados británicos a Francia en dos semanas en el caso de un conflicto entre Francia y el Imperio Alemán; Campbell-Bannerman no fue informado de esto al principio pero cuando Grey se lo comunicó le dio su aprobación, siendo el origen de la Fuerza Expedicionaria Británica que sería enviada a Francia en 1914 al principio de la guerra. Por otra parte, Cambpell-Bannerman no informó al resto del gabinete de estas conversaciones porque no representaban compromiso alguno y porque quería mantener la unidad de gobierno: los miembros radicales de dicho ministerio, como Lord Loreburn, Lord Morley y Lord Bryce se habrían opuesto a dicha cooperación con los franceses.
Campbell-Bannerman visitó Francia en abril de 1907 y se reunión con el primer ministro radical, George Clemenceau, el cual creía que los ingleses ayudarían a Francia en una eventual guerra con Alemania pero Campbell-Bannerman le dijo que ellos no estaban obligados; seguramente ignoraba que las conversaciones entre ambos altos mandos seguían en curso. John Wilson, biógrafo de Campbell-Bannerman, describió la reunión como «choque entre dos filosofías básicamente diferentes»; el periodista liberal y amigo F. W. Hirst reivindicó que Campbell-Bannerman: 

...no tenía ni las más mínima noción de que la entente con Francia se estaba convirtiendo en un regreso a la vieja balanza de poder que había involucrado a Gran Bretaña durante muchos años en el continente. Que Grey y Haldane no hubiesen informado al Gabinete es asombroso; que un apóstol de corazón de la paz como sir Henry Campbell-Bannerman conociese el peligro y aun así lo ocultase a sus colegas es increíble, y estoy feliz de concluir... que con convicción de que el líder liberal, en los días de su triunfo y habiendo realizado una gran pelea, mantuviese la fe en el final y no fuese de ninguna manera responsable de la tragedia europea que vendría seis años después de su muerte

.
El gobierno de Campbell-Bannerman garantizó a los Estados Bóer, al Transvaal y la Colonia del Río Orange el autogobierno dentro del Imperio Británico: esto permitió la unión de Sudáfrica en 1910. El primer ministro sudafricano, general Louis Botha, creía que «el acto de Campbell-Bannerman (en devolver el autogobierno a los bóers) corrigió la balanza de la Guerra Anglo-Bóer, o había, de alguna manera otorgado el máximo poder a los mismos sudafricanos  para corregirla». El antiguo general bóer, Jan Smuts, escribió a Lloyd George en 1919: «mi experiencia en Sudáfrica me ha convertido en un partidario en la magnanimidad política, y el gran recuerdo de usted y de Campbell-Bannerman continúa siendo no sólo la más noble sino también la más exitosa página en la reciente historia de los hombres de Estado británicos». Sin embargo el político unionista Lord Milder se opuso a ello, diciendo en agosto de 1907: «la gente aquí (no solo los liberales) parecen estar encantados, y piensan de sí mismos qué maravillosos ciudadanos son por haber devuelto Sudáfrica a los Bóers. Pienso que es una completa locura».

## Renuncia y muerte
No mucho después de convertirse en «Padre de la Cámara» en 1907, su salud empeoró. Tras una series de infartos, siendo el más serio el de noviembre de 1907, empezó a temer que no sería capaz de sobrevivir hasta el final de su mandato; finalmente renunció como primer ministro el 3 de abril de 1908, siendo sucedido por su Cánciller del Exchequer, Herbert Asquith. Campbell-Bannerman permaneció como parlamentario y líder del Partido Liberal, y seguiría viviendo en el número 10 de Downing Street en el período siguiente a su renuncia, con la intención de realizar otros planes para el futuro cercano. Sin embargo su salud empezó a deteriorarse a un ritmo más rápido, muriendo diecinueve días después de su renuncia, el 22 de abril de 1908: sus últimas palabras fueron «este no es mi final». Hasta hoy es el único primer ministro en morir en Downing Street. Fue enterrado en el cementerio de la Meigle Parish Church, Pertshire, cerca del Castillo Belmont, que había sido su hogar desde 1887, y una relativamente modesta placa de piedra colocada en el muro exterior de la iglesia sirve como monumento conmemorativo. 
| Predecesor: Arthur Balfour | Primer ministro del Reino Unido 1905 - 1908 | Sucesor: Herbert Henry Asquith |